# 장피에르 아마
장피에르 베르나르 앙드레 아마(프랑스어: Jean-Pierre Bernard André Amat, 1962년 6월 13일~)는 프랑스의 사격 선수, 지도자로 주 종목은 소총이다. 올림픽에 5회 참가했으며 1996년 하계 올림픽에서 50m 소총 3자세 금메달, 남자 10m 공기소총 동메달을 획득했다.